# NGC 3875
NGC 3875 је лентикуларна галаксија у сазвежђу Лав која се налази на NGC листи објеката дубоког неба.
Деклинација објекта је + 19° 46' 3" а ректасцензија 11h 45m 49,4s. Привидна величина (магнитуда) објекта NGC 3875 износи 13,7 а фотографска магнитуда 14,6. NGC 3875 је још познат и под ознакама UGC 6739, MCG 3-30-105, CGCG 97-139, KCPG 300B, PGC 36675.